# Benjamin Savšek
Benjamin Savšek (* 24. März 1987 in Ljubljana) ist ein slowenischer Kanute.

## Karriere
Benjamin Savšek gewann im Kanuslalom im Einer-Canadier zahlreiche Medaillen bei Welt- und Europameisterschaften. 2012 belegte er bei den Europameisterschaften in Augsburg im Einzel ebenso den dritten Platz wie ein Jahr später in Krakau mit der Mannschaft. In Wien wurde er 2014 erstmals mit der Mannschaft Europameister, 2015 gelang ihm in Markkleeberg dieser Erfolg auch im Einzel. 2017 sicherte er sich mit der Mannschaft in Tacen die Silbermedaille. Sowohl 2019 in Pau als auch 2020 in Prag gewann Savšek jeweils im Einzel- und im Mannschaftswettbewerb die Goldmedaille. 2021 schloss er in Ivrea den Mannschaftswettbewerb der Europameisterschaften auf dem dritten Platz ab. Seine erste Medaille bei Weltmeisterschaften gewann Savšek 2013 in Prag mit Bronze im Einzel. Auf dem Deep Creek Lake in Maryland verbesserte er sich 2014 im Einzel auf den zweiten Rang, während er mit der Mannschaft Dritter wurde. Die beiden Resultate wiederholte er ein Jahr später bei den Weltmeisterschaften in London. 2017 wurde er in Pau im Einzel Weltmeister, 2018 belegte er in Rio de Janeiro den zweiten Platz in der Mannschaftskonkurrenz. Bei den Weltmeisterschaften 2023 gelang ihm der zweite Titelgewinn im Einer-Canadier.
Dreimal nahm Savšek an Olympischen Spielen im Einer-Canadier teil. Sein Debüt gab er 2012 in London, wo er zwar das Finale erreichte, dort aber nach zwei ausgelassenen Toren chancenlos auf dem achten und letzten Platz landete. Vier Jahre später gelang ihm bei den Spielen 2016 in Rio de Janeiro erneut die Finalqualifikation. Mit 99,36 Sekunden erzielte er dort die sechstschnellste Laufzeit. Bei den 2021 ausgetragenen Olympischen Spielen 2020 in Tokio zog er zum dritten Mal in Folge in den Endlauf ein. Seine Laufzeit von 98,25 Sekunden war die einzige, die unter 100 Sekunden blieb, womit Savšek den ersten Platz belegte und Olympiasieger wurde. Lukáš Rohan aus Tschechien folgte in 101,96 Sekunden auf dem zweiten Rang vor dem Deutschen Sideris Tasiadis, der in 103,70 Sekunden das Ziel erreichte.